# Svojanov
Svojanov (deutsch Swojanow) ist ein Flecken in der Region Pardubický kraj (Tschechien) im tiefen Tal des Flusses Křetínka.

## Geschichte

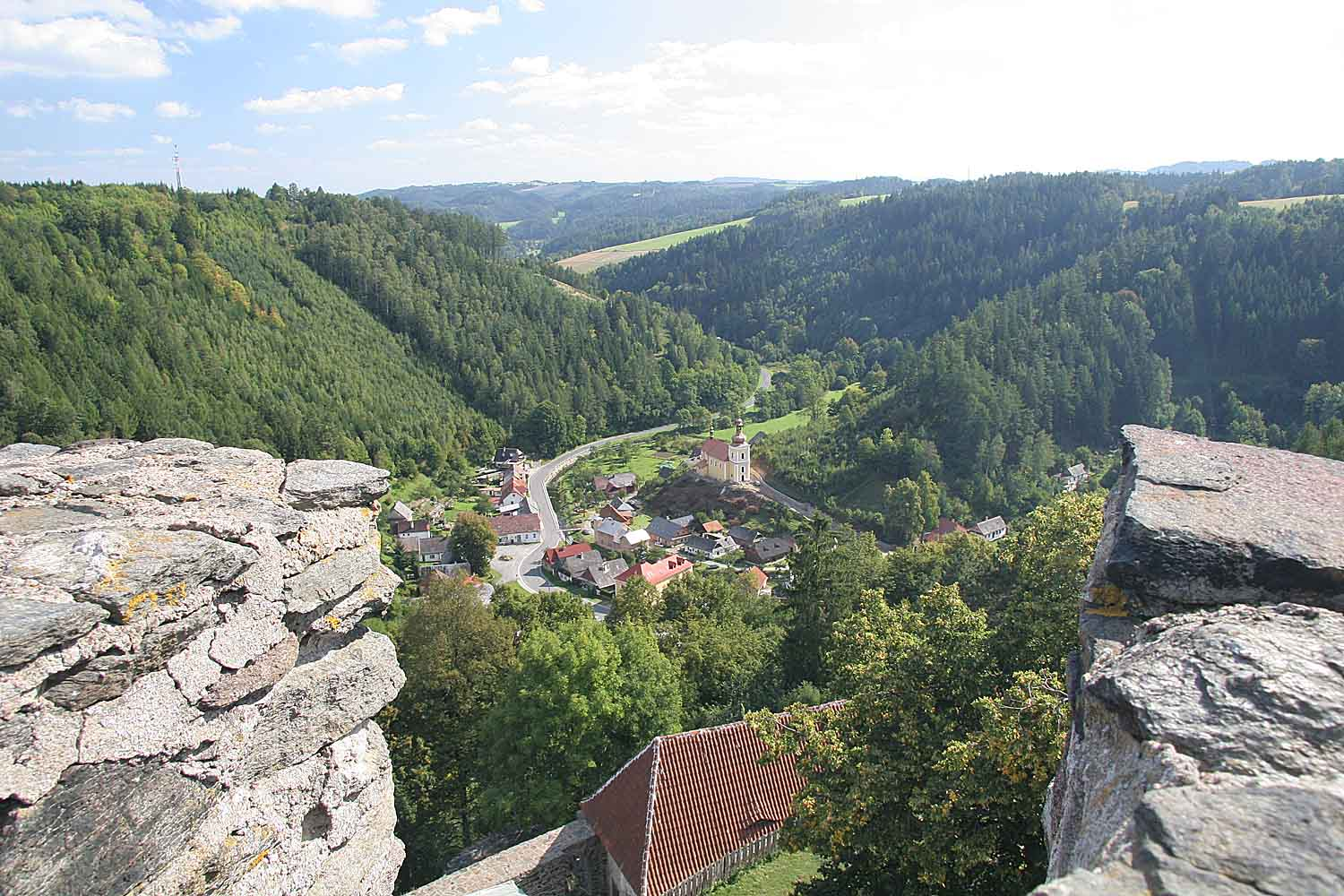
Ortsansicht

1287 wurde das Dorf erstmals urkundlich erwähnt. Die Geschichte Svojanovs hängt eng mit der gleichnamigen Burg zusammen. Diese wurde vom König Přemysl Ottokar II. als Schutzburg auf dem Trstěnický-Steig gebaut und war später auch Sitz von Zawisch von Falkenstein und der Königin Kunigunde. Seit 2006 ist Svojanov wieder ein Městys.

## Sehenswürdigkeiten
- Wallfahrtsort Majdalenka der Hl. Maria Magdalena
- spätbarocke Kirche St. Peter und Paul
- Wegkapelle des hl. Johannes von Nepomuk
- Kirche des hl. Nikolaus in Starý Svojanov aus dem 13. Jahrhundert mit Fresken aus der Zeit Karls IV.
- Burg Svojanov
- Burgstall Hrádek u Kněževsi

## Gemeindegliederung
Svojanov besteht aus den Ortsteilen Dolní Lhota (Unter-Lhota), Hutě (Hutti), Předměstí (Przedmiesti), Starý Svojanov (Alt Swojanow), Svojanov und Studenec (Studenetz). Zu Svojanov gehören zudem die Ansiedlungen Hradčany (Hradschan), Korýtka (Georgenthal), Na Kopci, Na Rožince und Skalský Dvůr (Skaler Hof). Grundsiedlungseinheiten sind Dolní Lhota, Hutě, Na stráních, Předměstí, Starý Svojanov, Svojanov und Studenec.
Das Gemeindegebiet gliedert sich in die Katastralbezirke Předměstí, Starý Svojanov und Svojanov.